# 勞動黨 (臺灣)
勞動黨是臺灣的社會主義政黨。該黨成立於1989年3月29日，前身是工黨夏潮派。該黨強調以勞動大眾為中心的社會改革、勞動改革，分配正義。設有桃竹苗勞工服務中心，長期從事勞工服務，維護勞工權益，協助工人組織工會，並持續針對當前的勞動政策提出批判、展開街頭抗議活動。在2022年地方選舉，在新竹縣第二選區湖口鄉的選區，當選上一席新竹縣議員羅美文。

## 歷史
勞動黨源於遠東化纖罷工事件的遠東化纖產業工會，成立於1989年3月29日。創黨時，核心幹部曾考慮起名“台灣共產黨”，但鑒於當時解嚴不久，反共思潮仍很普遍，遂定名為“勞動黨”。創黨成員中有一些人曾是1946年－1952年活動於台灣的中國共產黨台灣省工作委員會的成員或支持者，如林書揚。
勞動黨在黨綱中明白宣示是主張社會主義的階級政黨，強調要以和平、民主的方式，爭取勞動人民的權益，促進社會主義的實現。勞動黨組成係以1950年代白色恐怖政治犯、工運組織者和勞動階級為主。勞動黨近年來協助的工運主要有2004年耀文電子抗爭事件、2004年興達罷工事件、2009年臺積電集體勞資爭議等。
勞動黨自建黨來多次參選立法委員、國民大會代表等選舉，未獲得任何席次；而在地方，一直到2009年中華民國地方公職人員選舉，代表勞動黨參選的高偉凱當選新竹縣議員，勞動黨才首次有候選人當選，並且於2014年二次連任；高偉凱當選後，每個月將薪資及助理費各新臺幣8萬元上繳勞動黨，實質供作勞權組織工作之用，後高偉凱跟綠黨的周江不滿新竹縣議會法案通過「新竹縣房屋稅徵收率自治條例」修正草案，降低非自住房屋稅率，二人皆而雙雙辭職。
2018年地方選舉，再次以勞工訴求當選新竹縣湖口鄉以及新埔鎮的二席縣議員。
2022年地方選舉，勞動黨當選新竹縣湖口鄉一席縣議員。

## 黨的路線
勞動黨的黨綱中確立了該黨的階級性質是：「勞心勞力者的政黨，是工人、農漁民的代言人，是廣大的受薪階級利益的維護者」。勞動黨主張：「社會主義，伸張社會正義，支持受壓迫的弱勢者，要求社會資源的合理分配，達到社會與個人的充份發展；反對必然會造成金權政治與官商勾結的資產階級民主，反對造成經濟衰退、社會混亂的多種因素；主張兩岸和解，終結內戰狀態，消弭海峽戰爭危機，逐步走向統一、台灣高度自治；追求島內安定繁榮，反對依附美日帝國主義而喪失自主發展的主體性。」勞動黨建黨初期曾提出根據就業人口比例訂定民意代表名額比例的政治主張，亦少見於臺灣政黨之中。
1991年5月14日，勞動黨中央黨部發布《反對新白色恐怖聲明》，主張李登輝政府立即無條件釋放涉嫌獨立台灣會案的四人，「獨台政府逮捕台獨青年，是虛偽的表現」。
勞動黨與勞動人權協會目前是全亞洲反對美日帝國主義宰制與侵略運動聯盟（Asia-Wide Campaign against U.S.-Japanese domination and aggression of Asia）的台灣代表。劳动党曾派代表出席每年于比利时布鲁塞尔举行的国际共产主义研讨会。
2013年12月19日，新同盟會、新黨、海峽兩岸和平統一促進會、中國統一聯盟、商工統一促進會、中華統一促進黨、勞動黨、中華民族團結協會、中華民國團結自強協會、中華黃埔四海同心會、中華民國忠義同志會、中華民國擎天協會、中國全民民主統一會、中國新洪門黨、中華愛國同心會等15個團體組成的「促進中華民族和平統一政治團體聯合會議」在台大校友會館召開會議，由新同盟會會長許歷農主持，會後發表共同宣言支持兩岸統一。
2016年5月24日，勞動黨表示，本月20日中華民國總統蔡英文就職演說中說了七次「團結」，其中兩次說到要「團結整個國家」，但是該黨不知道團結整個國家要做什麼，該黨只知道「在過去的時代，就是在高喊國家團結的氣氛中，工人團結向雇主要求調薪、福利，被視為破壞國家團結的行為，而遭到打壓」。
2016年6月17日，勞動黨表示，動員戡亂時期「動員戡亂」的重點不在「戡亂」、而在於「設定敵人」，蔣介石利用「設定敵人」這一點對內製造反民主、剝奪人權、打壓人民運動等獨裁統治的條件；如今民主進步黨口口聲聲「轉型正義」，卻創造「外面有強敵」這一點繼承了過去獨裁的條件。而且，蔣介石「設定敵人」之後高喊「反攻大陸，解救水深火熱的同胞」，意思是把「敵對的政府」與該區人民分開，擁護該區人民；民進黨則堅決反對讓大陸配偶與外籍配偶一樣住滿四年就可以申請中華民國國民身分證，其基本思維就是「大陸是敵國，所以連他們的人民我們都要敵視」，違背了民進黨喜歡喊的基本人權，比蔣介石更惡劣。勞動黨主張，大陸配偶人權、兒童人權、婦女人權、受刑人人權、勞動人權、同志人權等等，都是組成台灣人權的一部分；蔣介石時代標榜的「民主自由」與民進黨標榜的「人權」，都只不過是「反中國大陸」的工具。

## 黨旗、黨徽
勞動黨的黨旗是「黃星綠地滿天紅」，依其官網稱含义是：
1. 紅天是象徵反抗壓迫、追求公平的滿腔熱血。
2. 黃星是全世界代表為勤勞大眾奮鬥的政黨。
3. 綠地是聳立於太平洋濱的美麗之島——台灣。

## 領導機構
2002年，勞動黨進行中央領導機構改選，選出第六屆中央委員會、監察委員會。

2006年，勞動黨進行中央領導機構改選，選出第七屆中央委員會、監察委員會。

2010年，勞動黨進行中央領導機構改選，選出第八屆中央委員會、監察委員會。
勞動黨首任秘書長為蘇慶黎。現任中央委員會主席為吳榮元，副主席為唐曙（兼任秘書長）與王娟萍，榮譽主席為羅美文。

## 政治立場
發展工人運動及其他進步運動（婦女、環保、農民等等），主張反帝、反美、反資本主義、反台獨和社會主義，並要求兩岸最終和平統一：
一、勞動黨反對以美國跨國財團和政治及軍事力量為首的帝國主義勢力，反對美國四處發動侵略戰爭、煽動內亂、製造政變（只算上個世紀就幾乎有100件），反對美國在全世界強佔土地（2005年美國向中央政府強租台北內湖區2萬坪土地興建AIT中心，租約長達99年，租金只有3.4億，美國一次付清99年的租約。想想租房子的人，誰能一次付清99年也就是1188個月的房租。）、設置軍事基地，反對美國向世界各國強銷軍火。反對以美國為首所推動的世貿組織（WTO）、國際貨幣基金會（IMF）和世界銀行（WB）以及各項經貿協定的政策，這些協定多數有利於跨國財團向世界各地擴張並剝削各地的人民與資源。
二、兩岸應該結束長達六十年的緊張對立。我們應該回頭看看，在長期的對立中，是誰主導的對立局面，又如何從中獲取了他們的政治利益。勞動黨認為站在人民大眾的立場，兩岸應該優先進行全面和解、消除任何敵對狀態與心態，簽訂和平協議，最後再進一步以一國兩制的社會模式，逐步達成兩岸和平統一的目標，反對美國、日本等外國介入兩岸事務。勞動黨反對台灣政治勢力利用反共敵意與備戰氣氛將許多反人權的措施合理化（例如：歧視大陸配偶，或以反美運動為軍事演習的針對對象）。勞動黨反對美軍（為保護美國本土或海外軍事基地）在台灣設置雷達站、飛彈及武裝基地。

## 選舉概況
勞動黨多次參與中央級民代選舉，未有斬獲。2009年，勞動黨提名中生代工運組織者高偉凱參選新竹縣議員，獲得新竹地區二十餘個工會團體支持，以四千七百餘票當選，是勞動黨成立二十年來首次有人當選。2014年，勞動黨再創新猷，高偉凱連任新竹縣議員，陳新源亦當選新竹縣新埔鎮鎮民代表。
2018年地方選舉，勞動黨再以勞工訴求當選新竹縣湖口鄉羅美文以及新埔鎮陳新源的二席議員。
2022年地方選舉，勞動黨當選新竹縣湖口鄉一席議員羅美文。

### 立法委員
| 選舉名稱             | 選舉名稱           | 得票數 | 得票率  | 提名席次 | 當選席次 | 當選人 |
| -------------------- | ------------------ | ------ | ------- | -------- | -------- | ------ |
| 第二屆立法委員選舉   | 第二屆立法委員選舉 | 11,224 | 0.1183% | 2        | 0/164    | 無     |
| 第三屆立法委員選舉   | 第三屆立法委員選舉 | 1,207  | 0.0130% | 2        | 0/164    | 無     |
| 第十屆立法委員選舉   | 區域立委           | 13,694 | 0.0986% | 10       | 0/73     | 無     |
| 第十屆立法委員選舉   | 不分區立委         | 19,941 | 0.1408% | 2        | 0/34     | 無     |
| 第十一屆立法委員選舉 | 區域立委           | 6,453  | 0.0483% | 2        | 0/73     | 無     |

### 國大代表
| 選舉名稱           | 得票數 | 得票率 | 提名席次 | 當選席次 | 當選人 |
| ------------------ | ------ | ------ | -------- | -------- | ------ |
| 第二屆國大代表選舉 | 18,008 | 0.2%   | 1        | 0/325    | 無     |
| 第三屆國大代表選舉 | 4,340  | <0.1%  | 2        | 0/334    | 無     |

### 縣（市）議員
| 選舉名稱           | 提名席次 | 當選席次 | 得票數 | 得票率 | 當選人                   |
| ------------------ | -------- | -------- | ------ | ------ | ------------------------ |
| 2009年縣市議員選舉 | 1        | 1/592    | 4,736  | 10.84% | 高偉凱（新竹縣第一選區） |
| 2014年縣市議員選舉 | 1        | 1/532    | 5,827  | 14.75% | 高偉凱（新竹縣第一選區） |
| 2018年縣市議員選舉 | 2        | 2/912    | 6,764  | 17.33% | 羅美文（新竹縣第二選區） |
| 2018年縣市議員選舉 | 2        | 2/912    | 3,483  | 18.39% | 陳新源（新竹縣第五選區） |
| 2022年縣市議員選舉 | 1        | 1/910    | 4,246  | 11.71% | 羅美文（新竹縣第二選區） |

### 鄉（鎮、市）民代表
| 選舉名稱                       | 提名席次 | 當選席次 | 得票數 | 得票率 | 當選人                         |
| ------------------------------ | -------- | -------- | ------ | ------ | ------------------------------ |
| 2013年新竹縣新埔鎮鎮民代表補選 | 1        | 0/1      | 550    | 19.22% | 無                             |
| 2014年鄉鎮市區民代表選舉       | 1        | 1/2091   | 1,249  | 35.28% | 陳新源（新竹縣新埔鎮第二選區） |
| 2018年鄉鎮市區民代表選舉       | 1        | 0/2091   | 1,662  | 13.02% | 無                             |
| 2022年鄉鎮市區民代表選舉       | 1        | 0/2091   | 3,755  | 39.63% | 羅國湧（新竹縣湖口鄉第一選區） |

## 參與活動
- 2014年第六屆海峽百姓論壇[23]身兼兩岸和平發展論壇召集人的吳榮元剛從廈門回台，今天在高雄出席「第六屆海峽百姓 論壇」記者會受訪時，做以上表示。 吳榮元表示，前一陣子的太陽花學運使兩岸關係浮現「烏雲」，但這次在廈門舉行的第六屆海峽論壇以民生為主軸，加上受張志軍將訪台的激勵，會場喜氣洋洋，與會兩岸人員水乳交融，彷彿把「太陽花烏雲」吹散了，更消除了兩岸關係生變的疑慮。

- 2018年第十屆海峽百姓論壇[24]活動主辦方之一的台灣兩岸和平發展論壇召集人、勞動黨主席吳榮元在記者會上說，從兩岸的姓氏源流及中華民族發展史可見，大多數台灣同胞的祖先都來自大陸，過去兩岸百姓論壇以族譜對接、尋根尋親為主，本屆論壇增加各姓氏優秀族規家訓對接交流，對傳承優秀中華文化和年輕人品德塑造、家風建設有積極意義，也將更深層次地溝通融合兩岸同胞共同信仰和文化感動，增進中華文化認同感和中國民族自豪感。

## 爭議
- 2014年3月26日，勞動黨旗下的勞權會與其他工會代表在經濟部前舉行記者會，要求「盡快結束立院失序、早日落實服貿協議」[25]，聲明引起爭議的關鍵段落如下：|  | 自2000年以來，台灣的經濟成長率雖然很低，但仍有成長；可是，工人薪資的實質成長率，在民進黨執政八年期間下降了3.3％；馬英九執政五年期間主張透過救經濟才能救勞工，但工人的實質工資卻繼續下降了0.8％。馬英九當初所提的「涓滴效應」，是上面積了水，水就自然會滴一點下來給勞工，但五年來，成效有限，這才是我們工人這十幾年來面臨的最大問題。要讓水滴下來，我們工人需要想兩個問題：一、經濟如沒有積累與成長，我們將立即面臨更嚴重的無薪休假和裁員；二、到底為何工人無法獲得應有的勞動成果？ |

文中批判提出「涓滴效應」的馬英九政府根本做不到「涓滴效應」，然而有工運團體解釋為勞權會附和涓滴效應理論，因此與工會發表共同聲明直指「有人企圖以『涓滴效應』美化自由貿易與服貿」。勞動視野工作室稱「這些領有國家核發的工會證書的團體實在是與資本家站在同一陣線的偽工會，他們的聲明和勞工利益背道而馳，台灣勞工應藉機認清哪些團體是真正的工會、哪些團體只是打著工會旗號的偽工會，以決定未來要跟誰團結當夥伴。」鬼島工寮則稱「此番鼓勵台灣資本前進中國，再讓台灣勞動大眾和台資『共同分享』中國工人血汗的言論，是高喊統一、實則破壞統一的行為，是最分裂台灣工人與中國工人團結的路線。」中國部分左翼網站也批評「這批工會領袖淪為中台資產階級的馬前卒」；而支持服貿協議的立場更成為勞權會「被建議」退出2014年五一勞動節遊行平台的理由。
- 2018年，曾是勞動黨唯一一席議員的高偉凱接受《上報》採訪表示，左派路線組黨，不可能避談統獨問題，「即便你不談，大家其實也知道」；因此，若左翼联盟想要偷步，只談工人階級問題、不碰統獨問題，恐怕不是務實的作法[31]。

## 著名成员
- 陈映真（已故，作家，前政治犯，中国社会科学院院士）
- 林书扬（已故，前政治犯，坐牢34年7个月，曾任劳动党荣誉主席）
- 陈明忠（已故，前政治犯，曾因参加谢雪红所领导的二七部队以及民主运动而两度入狱）
- 苏庆黎（已故，日治时期台湾共产党领导人苏新之女，党外时期夏潮杂志总编辑，曾任劳动党秘书长）
- 许月里（已故，前政治犯，日治时期台湾工友协会干部，曾任劳动党顾问）
- 周合源（已故，前政治犯，日治时期创建台北万华爱爱寮，是照顾乞丐的组织，曾参加民主进步党创党，后因民主进步党主张台湾独立而脱党）
- 伍金地（已故，前政治犯，日治时期台湾农民组合干部）
- 颜坤泉（台塑工会自主化的最初领导人，解严后因协助高雄安强十全美女工争取权益，成为首位被判刑入狱者）
- 张增荣（前烟酒公卖局工会联合会理事长）
- 汪立峡（前夏潮杂志编辑，曾任解严后第一个劳工组织劳工法律支援会干部）
- 吕德明（中兴化纤工会领导人，省人纤工会联合会理事长）
- 陈国梁（前新竹县产业总工会理事长）
- 王娟萍（劳动人权协会执行长）
- 吕正惠（前国立清华大学中文所所长，人间出版社社长）
- 王津平（已故，世新大学讲师，前淡江大学民歌运动干部，前中国统一联盟主席）
- 梁电敏（已故，运升船运公司前董事长，前中国统一联盟主席）
- 罗美文（前远化工会、桃竹苗兄弟工会领导人，曾任工党副主席与劳动党创党主席，現任勞動黨榮譽黨主席及新竹縣議員）
- 莫那能（現任夏潮联合会主席兼會長、原住民族部落工作队领导人、诗人）
- 蓝博洲（报导文学作家，前夏潮联合会会长）[32]

## 外部連結
- 官方网站[]
- 勞動黨的Facebook專頁